# マヌエラ・ヘンケル
マヌエラ・ヘンケル（Manuela Henkel、1974年12月4日 - ）は、東ドイツ、ズール県（現在のテューリンゲン州）Neuhaus am Rennweg出身のクロスカントリースキー選手。

## プロフィール
ヘンケルは就学前の年齢から競技会に参加、1987年にはオーバーホーフの児童·青少年スポーツ学校(Kinder- und Jugendsportschuleに入学した。1993年にはドイツ連邦軍スポーツグループに所属し1994年から国際大会に出場、1994年のノルディックスキージュニア世界選手権では5km4位、15km9位の成績を残した。
2002年ソルトレークシティオリンピックではヴィオラ・バウアー、クラウディア・キュンツェル、エヴィ・ザッヘンバッハーとともに4×5kmリレーで金メダルを獲得、翌2003年ノルディックスキー世界選手権でも同じメンバーで金メダルを獲得した。
クロスカントリースキー・ワールドカップでは2002-2003シーズンに総合12位となったのが最高、優勝はなく2位4回、3位4回となっている。
2009-2010シーズン限りで現役を退いた。
妹のアンドレア・ヘンケルはバイアスロンドイツ代表でソルトレイクシティオリンピックで2個の金メダルを獲得するなど活躍している。